# Reuven Sheri
Reuven Sheri (în ebraică ראובן שרי; n. 7 aprilie 1903, Comrat, Imperiul Rus – d. 6 iulie 1989, Israel) a fost un evreu basarabean și politician israelian, care a deținut funcția de deputat în Knesset-ul (Parlamentul) statului Israel.

## Biografie
S-a născut în târgul Comrat din ținutul Bender, gubernia Basarabia, Imperiul Rus. A efectuat studii elementare de ebraică tradițională, urmând apoi Liceul la Chișinău și Facultatea de Drept. A fost unul dintre fondatorii și activiștii Mișcării "Tineretul Sionist" din România. În anul 1925 a emigrat în Palestina.
În Palestina, s-a remarcat prin activitatea sa în cadrul organizației clandestine de autoapărare Hagana. A făcut parte din administrația localităților, fiind secretar al Consiliului Muncitorilor din localitățile Kfar Saba (1930-1934), Rehovot (1934-1943) și Ierusalim (1943-1949).
Este unul dintre fondatorii Partidului Muncii (Mapai), deținând și funcția de membru al Comitetului Central al acestui partid. A fost membru al “Comitetului Ierusalimului” în perioada luptelor din anul 1948 pentru ocuparea acestui oraș.
Face parte apoi din administrația orașului Ierusalim în calitate de membru al Consiliului Local (1948, 1956-1958), apoi de viceprimar al orașulu Ierusalim (1948-1951).
Între anii 1949-1955, a îndeplinit funcția de deputat în Knesset-ul (Parlamentul) statului Israel, fiind ales pe listele electorale ale Partidului Muncii din Eretz Yisrael. În calitate de deputat, a făcut parte din Comitetul pentru Servicii Publice, Comitetul pentru Muncă, Comitetul pentru Afaceri Intern și al Comitetului pentru Justiție, Constituție și Legi. În perioada 1951-1955, a condus în calitate de președinte Subcomitetul pentru Legea Asigurărilor Naționale.
Reuven Sheri a deținut în perioada 2 aprilie - 8 octombrie 1951 funcția de ministru adjunct al transporturilor, în guvernul condus de către David Ben Gurion. Între anii 1957-1968, a fost însărcinat cu relațiile cu sindicatele în cadrul Ministerului Muncii.
Reuven Sheri a decedat la data de 6 iulie 1989 în Israel. În prezent, o stradă din Ierusalim îi poartă numele.

## Funcții publice în Israel
Reuven Sheri a deținut următoarele funcții publice:
- deputat în Knesset din partea Partidului Muncii (1949-1955)
- ministru adjunct al transporturilor (2 aprilie - 8 octombrie 1951)